# George Benson
George Benson (sinh ngày 22 tháng 3 năm 1943) là nghệ sĩ guitar, ca sĩ và nhạc sĩ người Mỹ. Ông bắt đầu sự nghiệp ở tuổi 21 trong vai trò là một nghệ sĩ guitar nhạc jazz. Benson thường sử dụng kỹ thuật apoyando của guitar cổ điển và gypsy jazz tương tự với Django Reinhardt.
Nổi tiếng là thần đồng trong thập niên 1960, Benson sớm tham gia trình diễn soul jazz cùng nhiều nghệ sĩ như Jack McDuff. Không lâu sau, ông có được sự nghiệp solo thành công với các thể loại jazz, pop, R&B và hát scat. Album Breezin' (1976) của ông đạt tới 3 lần chứng chỉ Bạch kim và từng giành vị trí quán quân tại bảng xếp hạng Billboard. Các buổi trình diễn của ông suốt thập niên 1980 vẫn luôn chật kín khán giả. Benson cũng có một ngôi sao trên Đại lộ Danh vọng Hollywood.